# Catherine Leduc
Catherine Leduc (* 9. Juni 1993) ist eine kanadische Tennisspielerin.

## Karriere
Leduc bevorzugt Hartplätze und spielt vor allem auf der ITF Women’s World Tennis Tour, auf der sie jedoch noch keinen Titel erringen konnte. In das Hauptfeld eines WTA-Turniers schaffte sie es bislang nicht. Zuletzt schied sie in der ersten Qualifikationsrunde beim Rogers Cup 2018 in Montreal gegen Dalila Jakupović mit 2:6 und 2:6 aus.
Ihr bislang letztes internationale Turnier spielte Leduc im März 2020. Sie wird daher nicht mehr in der Weltrangliste geführt.